# Luise Wanser
Luise Wanser (* 7. Juni 1997 in Essen) ist eine deutsche Regattaseglerin in der Bootsklasse 470er. Bei den 2021 ausgetragenen Olympischen Spielen 2020 in Tokio belegte sie als Steuerfrau den 6. Platz.

## Seglerische Karriere
Luise Wanser lernte im Norddeutschen Regatta Verein in Hamburg auf der Alster im Optimist das Segeln. Später gewann sie zusammen mit ihrer Schwester Helena Wanser mehrere Regatten und Meisterschaften in Deutschland und Europa im 420er und 470er. Zusammen wurden sie Junioren-Weltmeister (2019), Vize Junioren-Europameister (2019) und Dritter bei der Junioren-Europameisterschaft (2017).
Seit 2020 ist sie in einem Team mit Anastasiya Winkel. Bei der Europameisterschaft 2021 belegten sie den 7. Platz, bei der Weltmeisterschaft im selben Jahr den 9. Platz. Gemeinsam qualifizierten sie sich 2021 für die Olympischen Spiele in Tokio im 470er. Sie starteten nach zwei Wettfahrten mit dem ersten Platz in den Wettkampf, wurden jedoch wegen einer zu schweren Trapezweste für diese Wettfahrten disqualifiziert. Letzten Endes qualifizierten sie sich als achtes Boot für das Medal Race, an dem die ersten zehn Boote teilnehmen dürfen. In dieser letzten Wettfahrt segelten sie auf den zweiten Platz und beendeten die Regatta auf Gesamtrang sechs.
2022 gewann sie zusammen mit Philipp Autenrieth die Weltmeisterschaft in Sdot Yam und achte bei der Europameisterschaft. 2023 belegte die beiden den neunten Platz bei der Weltmeisterschaft.
2028 plant sie mit ihrem Bruder Till Wanser im 470er bei den Olympischen Spielen 2028 in Los Angeles anzutreten.